# Donnemain-Saint-Mamès
Donnemain-Saint-Mamès – miejscowość i gmina we Francji, w Regionie Centralnym, w departamencie Eure-et-Loir.
Według danych na rok 1990 gminę zamieszkiwało 638 osób, a gęstość zaludnienia wynosiła 50 osób/km² (wśród 1842 gmin Regionu Centralnego Donnemain-Saint-Mamès plasuje się na 580. miejscu pod względem liczby ludności, natomiast pod względem powierzchni na miejscu 1002.).